# Tarcisio Burgnich
Tarcisio Burgnich (Ruda, 25 de abril de 1939 – 26 de maio de 2021) foi um futebolista e treinador de futebol italiano que atuava como lateral-direito ou como líbero.

## Carreira

### Udinese
Nascido em Ruda, cidade localizada na fronteira com a Eslovênia, Burgnich foi revelado pela Udinese (onde teve como companheiro nas categorias de base o goleiro Dino Zoff, campeão mundial com a Itália em 1982), onde estreou como profissional em 1958, numa derrota por 7–0 para o Milan. Até 1960, foram apenas oito jogos pela equipe friulana.

### Juventus e Palermo
Ainda em 1960, assinou com a Juventus, a pedido de Giampiero Boniperti. Fez também poucas partidas: treze no total. No ano seguinte, atravessou a Itália para ser contratado pelo Palermo, atuando em 31 partidas e marcando seu único gol pelo time da Sicília, justamente contra a Juve, em 1962. 

### Inter e Napoli
Desempenho suficiente para que a Internazionale, por solicitação do técnico Helenio Herrera, contratasse Burgnich neste mesmo ano por cem milhões de liras. Em sua primeira temporada, foi obrigado a exercer o serviço militar em Bolonha, atuando como cabo.
Entre 1962 e 1974, Burgnich envergou o uniforme nerazzurro em 358 jogos, marcando cinco gols. Após três temporadas defendendo o Napoli (onde chegou a ter problemas com o técnico Luís Vinício devido às táticas deste) encerrou sua carreira de jogador em fevereiro de 1977, aos 37 anos e com doze títulos conquistados.

## Carreira de treinador
Encerrada a carreira de jogador, Burgnich tornou-se treinador de futebol em 1978, comandando o Livorno.
Após deixar o comando técnico dos Labronici, treinaria outras onze equipes, com destaque para Bologna (1981-82), Genoa (1984-86 e 1997-98) e Vicenza (1986-97). Aposentou-se do futebol em 2001, após deixar o Pescara.

## Seleção

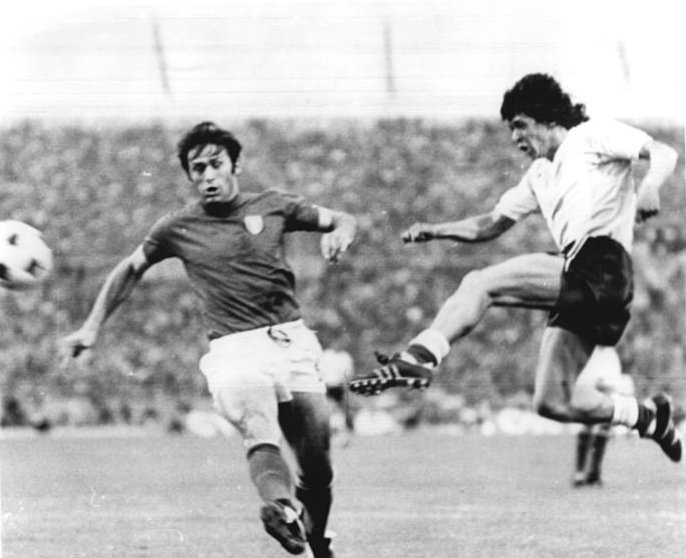
Burgnich (à direita) em disputa de bola com o argentino Houseman na Copa de 1974

Entre 1963 e 1974, Burgnich defendeu as cores da Seleção Italiana em 66 partidas, marcando dois gols. Com a equipe, ficou na segunda colocação na Copa do Mundo FIFA de 1970.
Ainda foi convocado para as Copas de 1966 e 1974 (em ambas a Itália caiu na primeira fase), além da Eurocopa de 1968 (que terminou com título da Azzurra). Ainda foi convocado para a disputa das Olimpíadas de 1960.

## Morte
Burgnich morreu em 26 de maio de 2021, aos 82 anos de idade.

## Títulos

#### Com a Juventus
- Série A: 1 (1960-1961)

#### Com a Inter de Milão
- Série A: 4 (1962-1963, 1964-1965, 1965-1966 e 1970-1971)
- Liga dos Campeões da UEFA: 2 (1963-1964 e 1964-1965)
- Copa Intercontinental: 2 (1964 e 1965)

#### Com o Napoli
- Copa da Itália: 1 (1975-1976)
- Copa da Liga Ítalo-Inglesa: 1 (1976)